# Cantone di San Miguel de los Bancos
Il cantone di San Miguel de los Bancos è un cantone dell'Ecuador che si trova nella provincia del Pichincha.
Il capoluogo del cantone è San Miguel de los Bancos.